# 52959 Danieladepaulis
52959 Danieladepaulis este o planetă minoră (asteroid), cu un diametru de 3,69 km, din centura de asteroizi. A fost descoperită pe 13 octombrie 1998 la Caussols de OCA-DLR Asteroid Survey⁠(d). 
Obiectul prezintă o orbită caracterizată de o semiaxă mare de 2,3493624890864 UAi, o excentricitate de 0,15125473952365, o înclinație de 2,5032980162478 ° în raport cu ecliptica.